# مستوطن الغابة
مستوطن الغابة (الاسم العلمي: Hylonomus) من (اللاتينية: hylo = غابة + nomos = مُسْتَوْطِن)، هو جنس منقرض من الزواحف عاش قبل 312 مليون سنة خلال فترة العصر الفحمي المتأخر. وهو من الزواحف المبكرة المؤكدة. والنوع الوحيد هو النوع النموذجي مستوطن الغابة ليلى (الاسم العلمي: Hylonomous lyelli).